# 埼玉県道11号熊谷小川秩父線

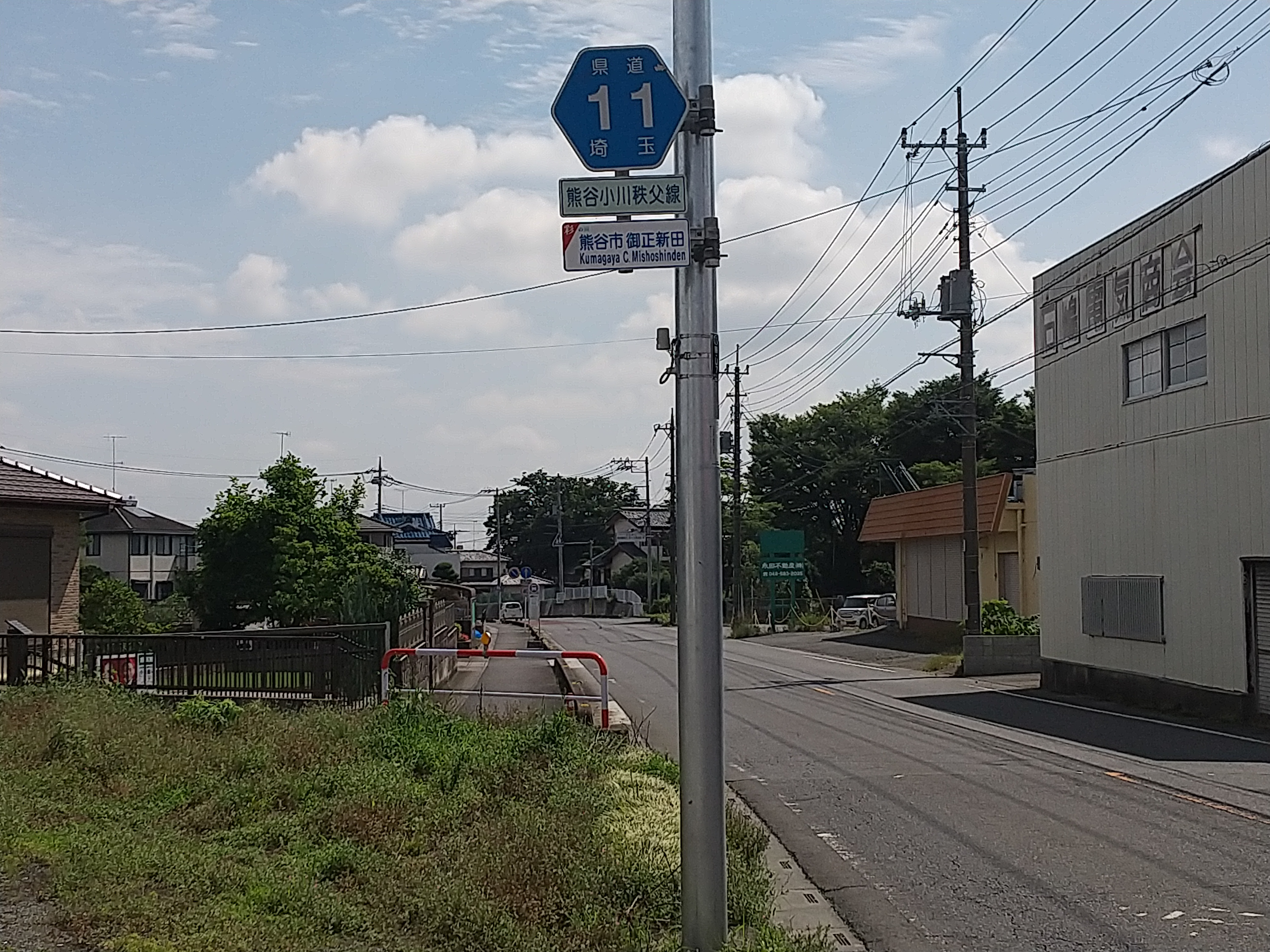
熊谷市御正新田付近

埼玉県道11号熊谷小川秩父線（さいたまけんどう11ごう くまがやおがわちちぶせん）は、埼玉県熊谷市から比企郡小川町を経て、秩父市へ至る県道（主要地方道）である。

## 概要
起点から熊谷東松山道路（埼玉県道173号ときがわ熊谷線）との分岐点までは4車線、東秩父村の定峰峠の麓までが2車線、その定峰峠を越えて秩父市側の麓へ降りるまでの山道が車線無しの狭路、秩父市側の麓は一部の狭路を除き2車線となっている。
2004年（平成16年）3月27日には、比企郡嵐山町の埼玉県道69号深谷嵐山線と比企郡小川町の国道254号とを結ぶ当路線のバイパスが開通し、この道路に関越自動車道嵐山小川インターチェンジが設置された。
また、都市計画道路環状1号線として、小川町市街地を通る国道254号との重複区間を避けるようにして南側を迂回し、本線へと接続するバイパスが建設中であり、現在は消防署（東）交差点から青山陸橋(西)交差点間が部分開通している。

## 路線状況

### 地理
- 定峰峠

秩父市と東秩父村の境である定峰峠の前後が山間の狭隘路となっている。

### 通過する自治体
- 埼玉県
  - 熊谷市
  - (旧大里郡江南町)
  - 比企郡嵐山町
  - 比企郡小川町
  - 秩父郡東秩父村
  - 秩父郡横瀬町
  - 秩父市

### 交差する道路
本線
| 交差する道路                                | 交差点名     | 所在地   |
| ------------------------------------------- | ------------ | -------- |
| 国道407号                                   | 村岡         | 熊谷市   |
| 埼玉県道173号ときがわ熊谷線                 | 万吉         | 熊谷市   |
| 埼玉県道81号熊谷寄居線                      | 万吉橋       | 熊谷市   |
| 埼玉県道385号武蔵丘陵森林公園広瀬線         | 御正新田東   | 熊谷市   |
| 埼玉県道47号深谷東松山線                    | 小原十字路   | 熊谷市   |
| 埼玉県道69号深谷嵐山線                      | 古里         | 嵐山町   |
| 埼玉県道296号菅谷寄居線                     | 奈良梨       | 小川町   |
| 埼玉県道184号本田小川線                     | 上横田       | 小川町   |
| 国道254号（小川バイパス）                   | 高谷         | 小川町   |
| 国道254号 パイパス（都市計画道路環状1号線） | 小川小学校   | 小川町   |
| 埼玉県道30号飯能寄居線                      | 本町二丁目   | 小川町   |
| 埼玉県道189号小川町停車場線                 | 小川町駅入口 | 小川町   |
| 国道254号                                   | 相生町       | 小川町   |
| 埼玉県道273号西平小川線                     | 松郷峠入口   | 小川町   |
| 埼玉県道294号坂本寄居線                     | 落合橋       | 東秩父村 |
| 埼玉県道361号三沢坂本線                     |              | 東秩父村 |
| 埼玉県道82号長瀞玉淀自然公園線              | 栃谷         | 秩父市   |
| 埼玉県道82号長瀞玉淀自然公園線              | 高篠小前     | 秩父市   |
| 国道299号・埼玉県道53号青梅秩父線           | 坂氷         | 横瀬町   |
| 国道140号                                   | 上野町       | 秩父市   |

バイパス
| 交差する道路              | 交差点名   | 所在地 |
| ------------------------- | ---------- | ------ |
| 埼玉県道69号深谷嵐山線    | 越畑       | 嵐山町 |
| E17関越自動車道           | 嵐山小川IC | 小川町 |
| 埼玉県道296号菅谷寄居線   | 嵐山小川IC | 小川町 |
| 国道254号（小川バイパス） | 中爪南     | 小川町 |

### 重複区間
- 国道254号 - 埼玉県比企郡小川町小川小学校交差点 - 同町相生町交差点
- 埼玉県道30号飯能寄居線 - 埼玉県比企郡小川町本町二丁目交差点 - 同町相生町交差点
- 埼玉県道82号長瀞玉淀自然公園線 - 埼玉県秩父市栃谷 - 同市高篠小前交差点
- 国道299号・埼玉県道53号青梅秩父線 - 埼玉県秩父郡横瀬町坂氷 - 秩父市上野町交差点

### 沿道の主な施設
熊谷市
- 埼玉県農業技術センター
- 埼玉県農業大学校
- 埼玉江南病院
- 大沼公園
- 熊谷市江南体育館
- 熊谷市役所江南行政センター（旧江南町役場）

小川町
- 小川町立八和田小学校
- 小川警察署八和田駐在所
- 小川町武道館
- 小川赤十字病院
- 小川町立小川小学校
- 小川警察署
- 小川町駅
- 和紙資料館
- 小川郵便局
- 小川町立大河小学校
- 腰越城址

東秩父村
- 小川警察署槻川駐在所
- 東秩父村立槻川小学校
- 道の駅和紙の里ひがしちちぶ
  - 東秩父村和紙の里
- 東秩父村立東秩父中学校
- 東秩父村役場
- 東秩父村保健センター
- 比企広域消防本部小川消防署東秩父分署
- 東秩父村立西小学校
- 東秩父村立西小学校白石分校

秩父市
- 定峰峠
- 定峰神社
- 秩父警察署高篠駐在所
- 秩父市立高篠小学校
- 秩父市立高篠中学校
- 高篠温泉郷
- 羊山公園
  - 武甲山資料館
  - やまとーあーとみゅーじあむ

横瀬町
- 秩父消防本部東分署
- 大慈寺
- 胡桃下稲荷神社

## ギャラリー

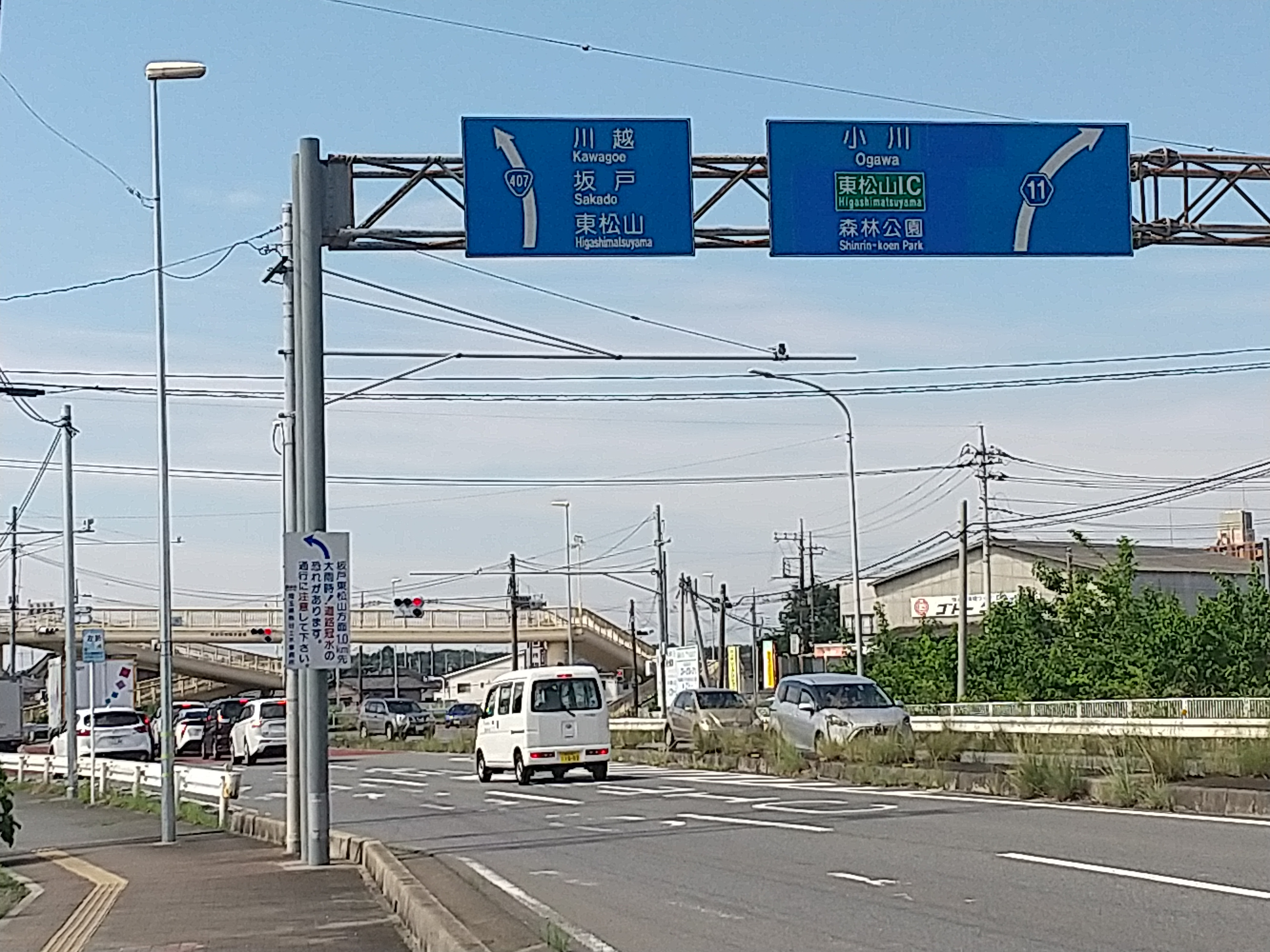
熊谷市起点付近
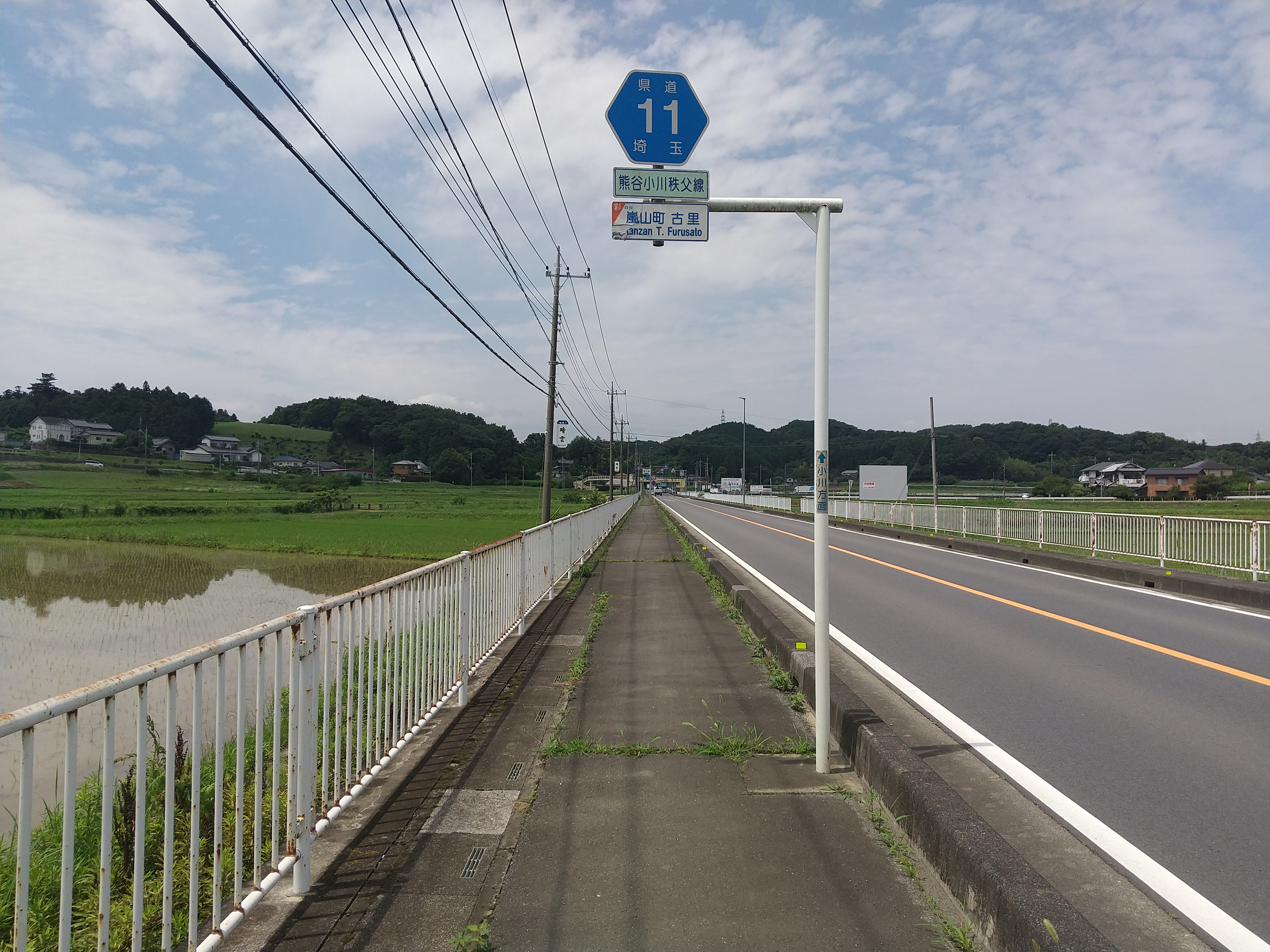
嵐山町古里付近
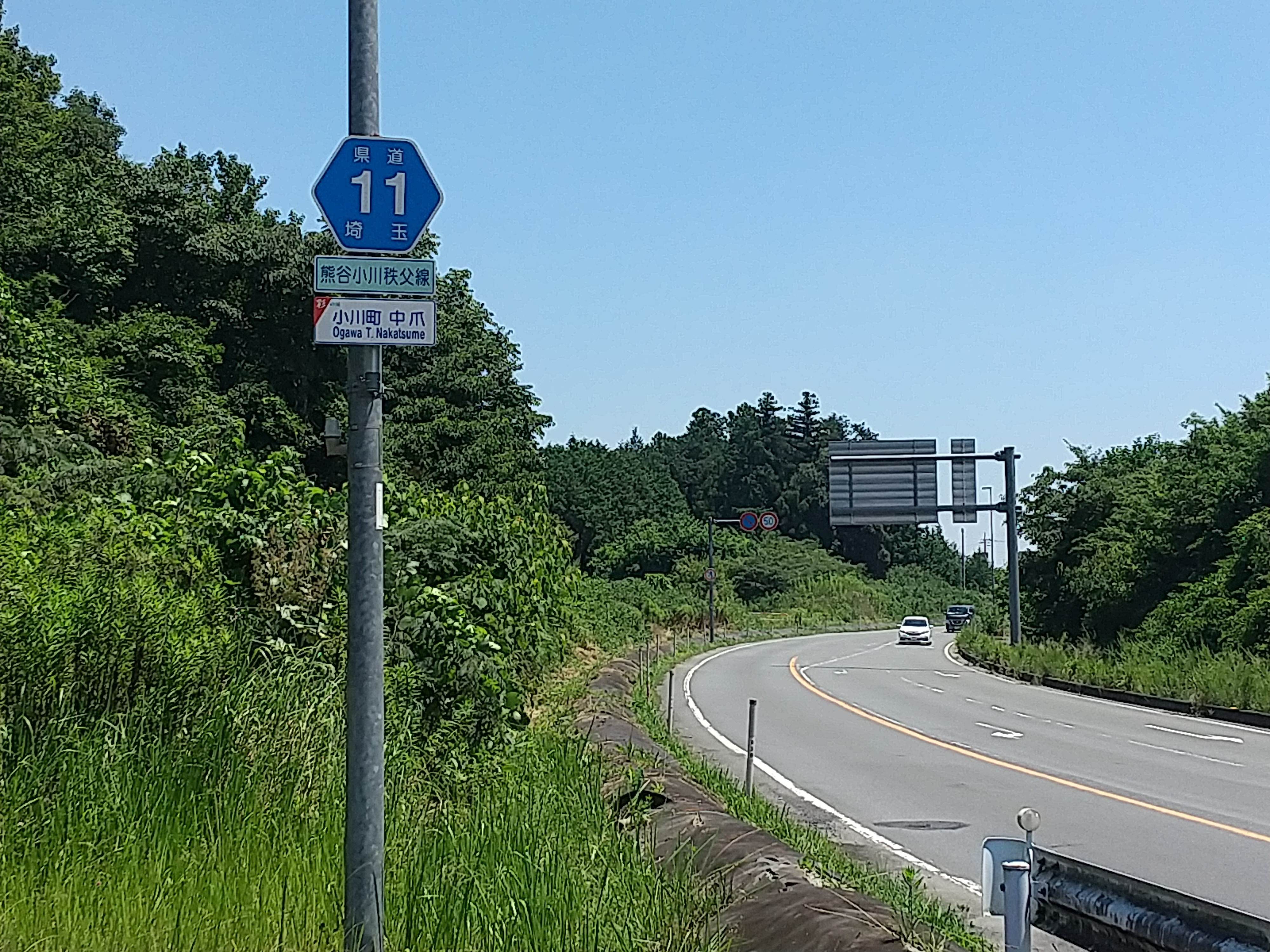
小川町中爪付近
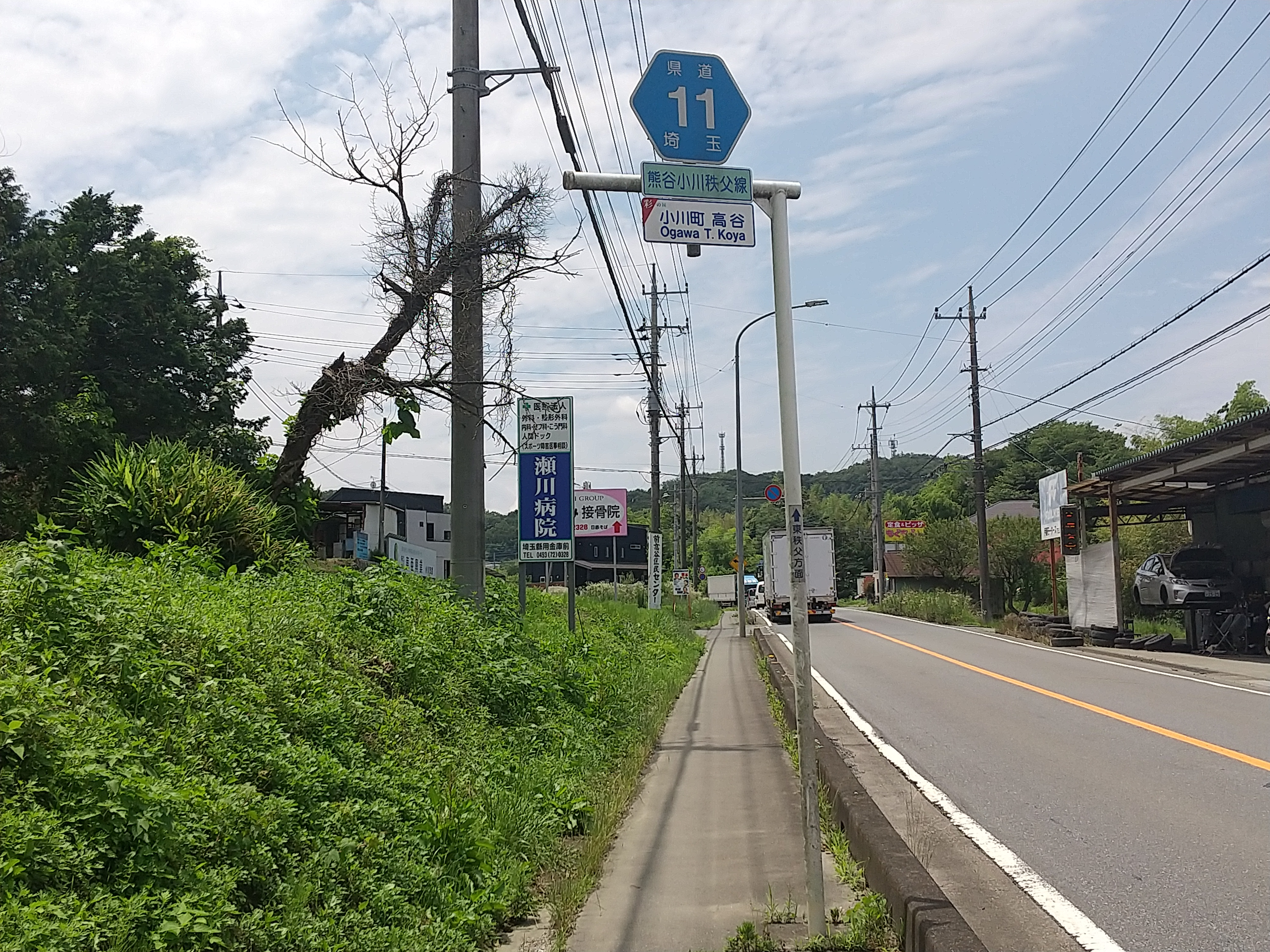
小川町高谷付近
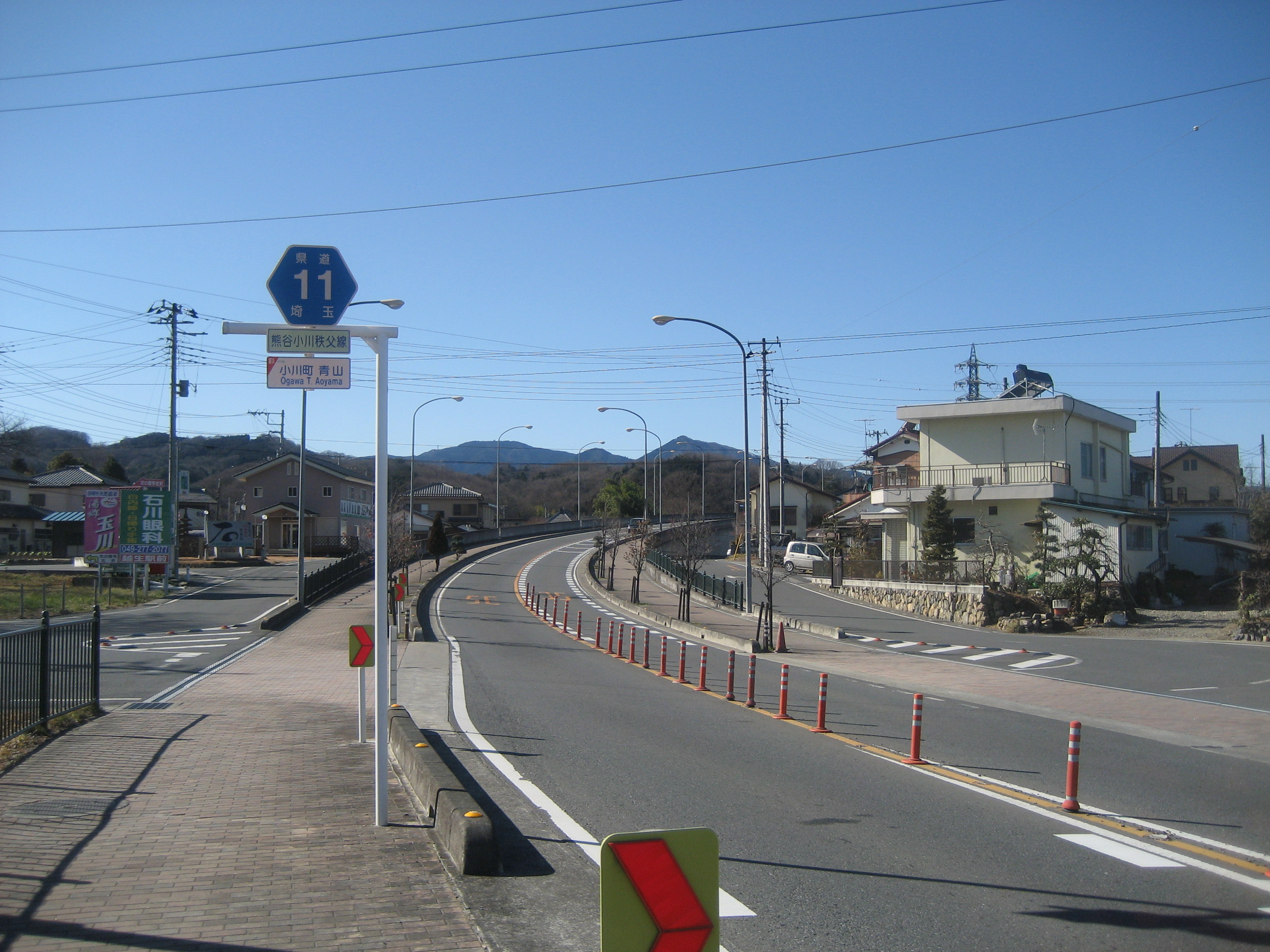
小川町青山付近
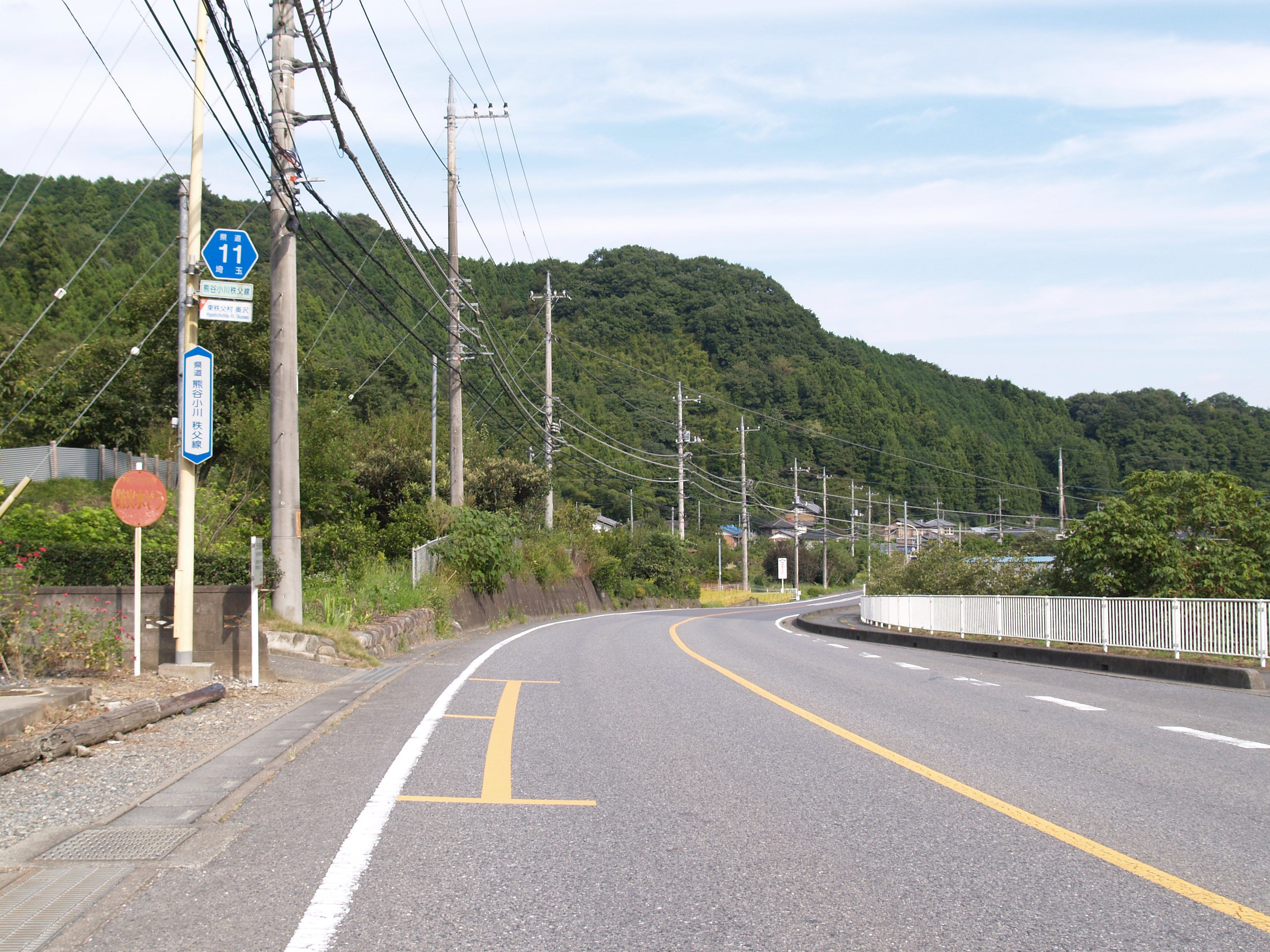
東秩父村奥沢付近
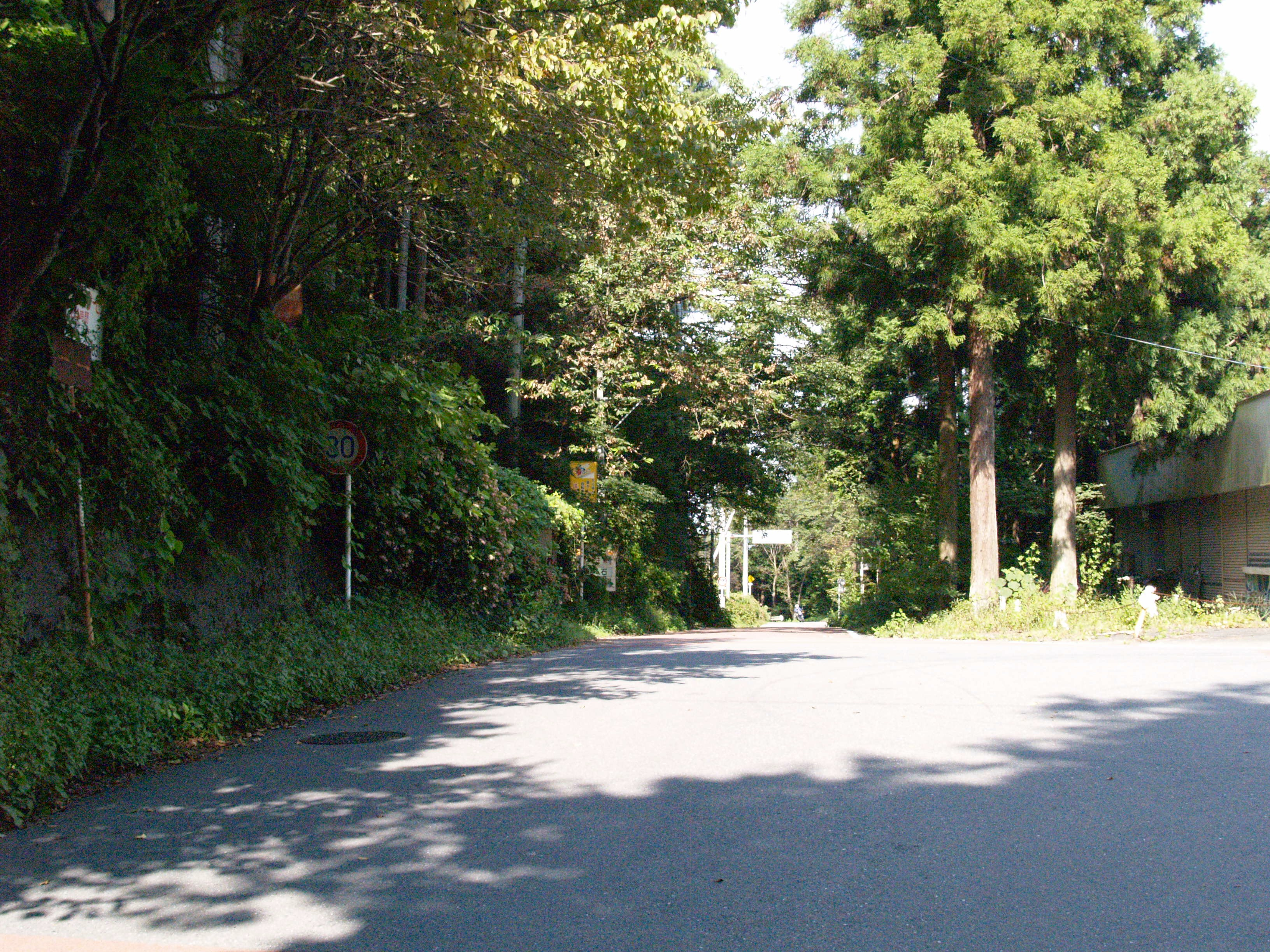
定峰峠
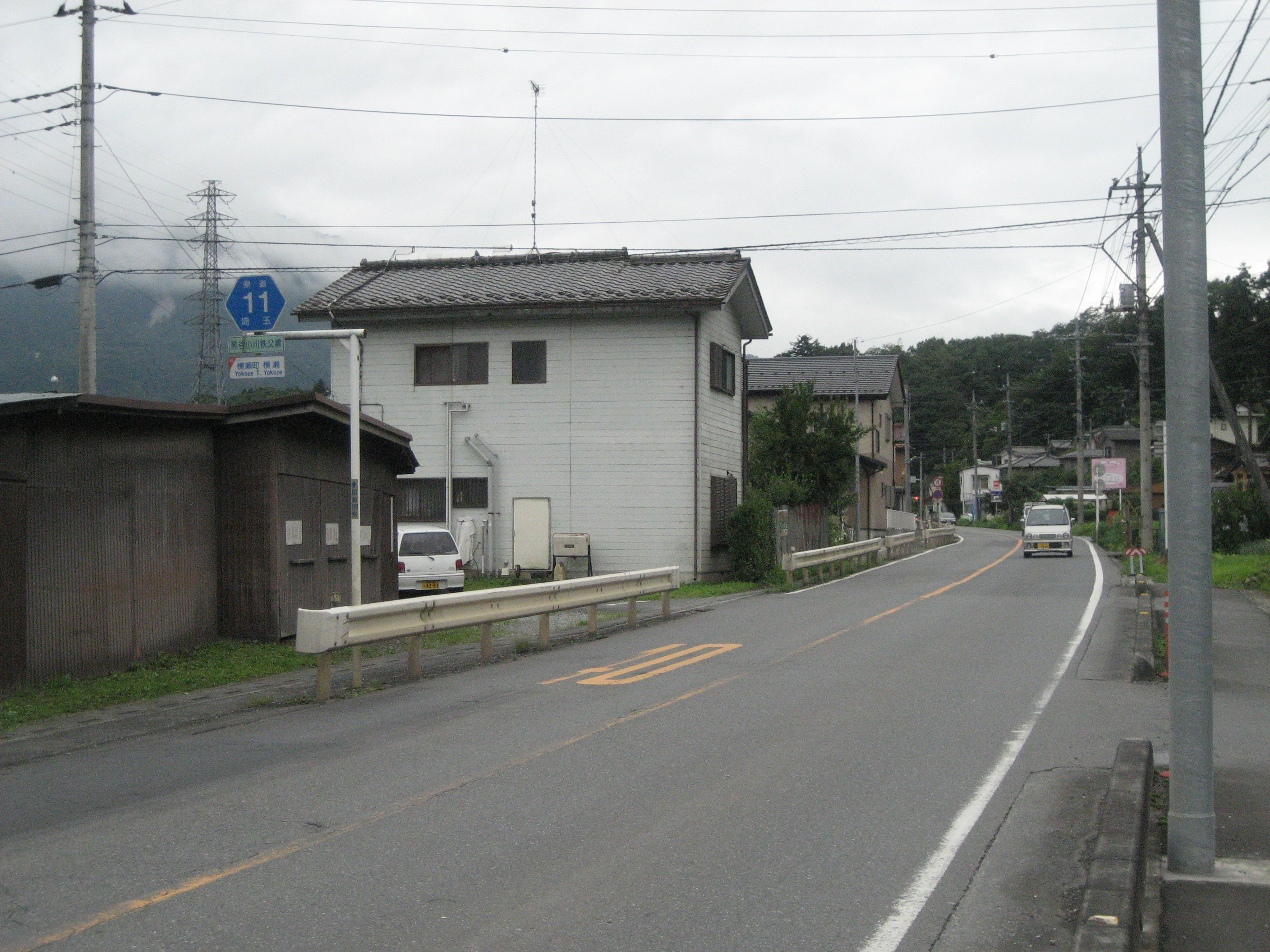
横瀬町横瀬付近
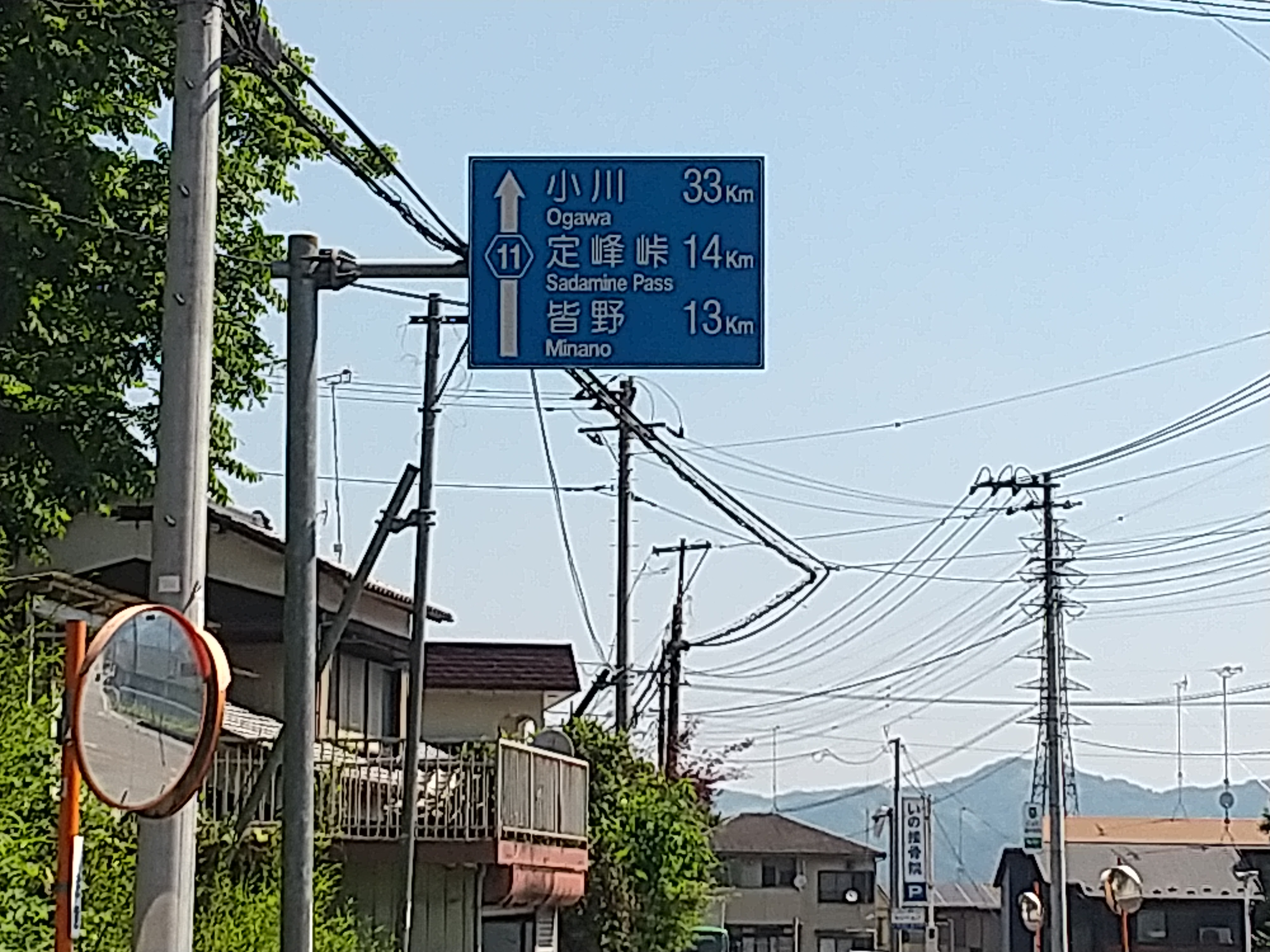
横瀬町横瀬坂氷交差点付近